# Pürevdorjiin Nyamljagva
Pürevdorjiin Nyamljagva –en mongol, Пүрэвдоржийн Нямлхагва– (7 de octubre de 1974) es un deportista mongol que compitió en judo. Ganó dos medallas de bronce en el Campeonato Asiático de Judo en los años 1995 y 2000.

## Palmarés internacional
| Campeonato Asiático | Campeonato Asiático | Campeonato Asiático | Campeonato Asiático |
| Año                 | Lugar               | Medalla             | Categoría           |
| ------------------- | ------------------- | ------------------- | ------------------- |
| 1995                | Nueva Delhi (India) | Medalla de bronce   | –65 kg              |
| 2000                | Osaka (Japón)       | Medalla de bronce   | –66 kg              |